# Potenziale di Lennard-Jones

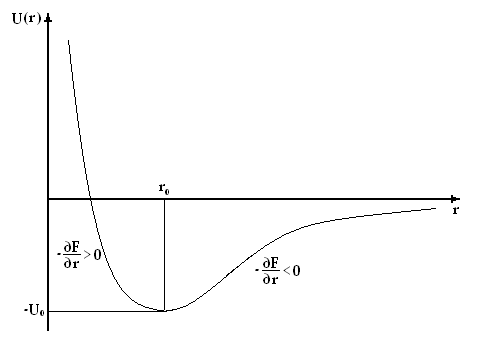
Andamento del potenziale intermolecolare con la distanza

Il potenziale di Lennard-Jones è il più noto e il più usato dei potenziali empirici per descrivere l'interazione interatomica ed intermolecolare.
A distanze interatomiche o intermolecolari molto piccole le densità elettroniche si sovrappongono generando forze repulsive molto intense, caratterizzate da un raggio d'azione molto corto e dal fatto che crescono rapidamente all'avvicinarsi delle molecole. Per esse non esiste un'equazione ricavata teoricamente che le descriva, dunque ci si deve affidare ad alcune funzioni potenziali empiriche. 

## Il potenziale
La più famosa funzione potenziale empirica, la legge 12-6, che comprende anche la parte attrattiva dovuta all'interazione di van der Waals, è il potenziale proposto nel 1931 da John Lennard-Jones all'Università di Bristol:
{\displaystyle V(r)=4\varepsilon \cdot \left[\left({\frac {\sigma }{r}}\right)^{12}-\left({\frac {\sigma }{r}}\right)^{6}\right]}
dove ε è la profondità della buca di potenziale e σ è il raggio della sfera che approssima l'atomo o la molecola in un modello a sfera rigida.
Questa espressione del potenziale tiene in considerazione anche l'azione delle forze attrattive di van der Waals.
La forza viene ricavata a partire dall'espressione precedente per il potenziale (utile per simulazioni di dinamica molecolare):
{\displaystyle \mathbf {F} (r)=-\nabla V(r)=-{\frac {d}{dr}}V(r){\hat {\mathbf {r} }}=4\varepsilon \left(12\,{\frac {{\sigma }^{12}}{{r}^{13}}}-6\,{\frac {{\sigma }^{6}}{{r}^{7}}}\right){\hat {\mathbf {r} }}.}
Il potenziale di Lennard-Jones è particolarmente adatto per simulazioni di gas nobili (e particolarmente per l'argon). Infatti furono gli studi sugli atomi dell'Argon che portarono alla funzione della "legge 12-6". 
Esistono ora alcuni softwares di dinamica molecolare che usano principalmente questa equazione o il potenziale di Lennard-Jones troncato (NAMD, GROMACS, AMBER ©). Altre forme dell'equazione di Lennard-Jones sono state recentemente sistemate a tener conto del comportamento di fase dei momenti dipolari . Ciò è molto importante in quanto i dipoli delle molecole presentanti momenti dipolari permanenti, come l'acqua, erano stati inizialmente approssimati a cariche puntiformi, cioè rappresentate esclusivamente dal Potenziale di Coulomb. Alcuni studiosi hanno dunque estratto informazioni sul comportamento di fase e dipolare  sottomettendo le particelle a campi forti, poi incorporando tali informazioni ricavate nel potenziale di Lennard-Jones, sotto forma di parametro energetico.

## Forze attrattive e forze repulsive
Il potenziale di Lennard-Jones è il risultato di due termini:
- la parte che va con la sesta potenza è il contributo attrattivo delle forze di Van der Waals (forze dipolo-dipolo e forze dipolo-dipolo indotto) e prevale a distanze grandi.
- la parte che va con la potenza di dodici descrive le forze repulsive che si instaurano a corto raggio fra i nuclei, che a distanze piccole non sono più ben schermati dagli elettroni, e fra gli elettroni stessi, soggetti a una forza repulsiva che si genera quando due o più di essi tendono ad occupare gli stessi numeri quantici, in contrasto al principio di Pauli.

Le forze di Van der Waals hanno un range compreso fra qualche Å e un centinaio di Å, mentre le forze repulsive sopra citate entrano in gioco a distanze minori di qualche Å. L'entità delle forze a lungo raggio è conoscibile a partire dalla teoria di Van der Waals, mentre le forze a corto raggio sono determinate per via empirica.

## Espressioni alternative
Il potenziale di Lennard-Jones può essere espresso come:
{\displaystyle V(r)=\varepsilon \left[\left({\frac {r_{min}}{r}}\right)^{12}-2\left({\frac {r_{min}}{r}}\right)^{6}\right]}
dove {\displaystyle r_{min}=2^{1/6}\sigma } è la posizione del minimo del potenziale, ovvero la distanza alla quale si ha la buca di potenziale.
La formulazione più semplice, usata spesso nei software di simulazione, è:
{\displaystyle \displaystyle V(r)={\frac {A}{r^{12}}}-{\frac {B}{r^{6}}}}
dove:{\displaystyle A=4\varepsilon \sigma ^{12}}, {\displaystyle B=4\varepsilon \sigma ^{6}} e 
- {\displaystyle \sigma =\left({\frac {A}{B}}\right)^{\frac {1}{6}}}
- {\displaystyle \varepsilon ={\frac {B^{2}}{4A}}}.

Questa forma è anche detta forma AB.